# جولی بیسمنز
جولی بیسمنز (انگلیسی: Julie Biesmans؛ زادهٔ ۴ مهٔ ۱۹۹۴) بازیکن فوتبال اهل بلژیک است.
از باشگاه‌هایی که در آن بازی کرده‌است می‌توان به اشاره کرد.
وی همچنین در تیم‌های ملی فوتبال Belgium women's national under-15 football team, Belgium women's national under-17 football team, Belgium women's national under-19 football team، و زنان بلژیک بازی کرده‌است.